# Артеага, Мануэль
Мануэль Артеага (исп. Manuel Alejandro Arteaga Rubianes; 17 июня 1994, Маракайбо, Венесуэла) — венесуэльский футболист, нападающий клуба «Тампа-Бэй Раудис». Выступал за сборную Венесуэлы.

## Клубная карьера
Артеага — воспитанник футбольной академии клуба «Сулия». 15 августа 2010 года в матче против клуба «Атлетико Эль-Вихия» Мануэль дебютировал за команду. 20 февраля 2011 года в поединке против «Депортиво Петаре» Артеага забил свой первый гол, который оказался победным и единственным в матче.
В первой половине 2011 года Артеагой активно интересовались итальянская «Фиорентина» и английский «Ливерпуль», но Мануэль остался в «Сулии». Летом 2012 года итальянская «Парма» договорилась об аренде нападающего.
В 2013 году перешёл в венесуэльский клуб «Депортиво Ансоатеги» до 2014 года. А с 2014 года до 2016 года играет за итальянский клуб «Палермо». В 2016 году на правах аренды играл за хорватский «Хайдук» и боливийский «Стронгест». Весной 2017 года выступал за «Серен» в третьем дивизионе Бельгии.
В середине 2017 года вернулся на родину и начал выступать за «Депортиво Ла Гуайра».
11 января 2021 года Артеага подписал контракт с американским клубом «Инди Илевен» из Чемпионшипа ЮСЛ. Свой дебют за «Инди Илевен», 2 мая 2021 года в матче против «Бирмингем Легион», он отметил голом. 4 июня 2022 года в матче против «Чарлстон Бэттери» он оформил хет-трик, за что был назван игроком недели в Чемпионшипе ЮСЛ. По окончании сезона 2022 Артеага покинул «Инди Илевен».
13 декабря 2022 года Артеага подписал контракт с клубом «Финикс Райзинг». Дебютировал за «Финикс Райзинг» он 11 марта 2023 года в матче стартового тура сезона против «Чарлстон Бэттери». 1 апреля в матче против «Сан-Диего Лойал» он забил свои первые голы за «Финикс Райзинг», сделав дубль. В июне Артеага забивал в четырёх матчах подряд, за что был назван игроком месяца в Чемпионшипе ЮСЛ.
19 декабря 2023 года Артеага перешёл в клуб «Тампа-Бэй Раудис».

## Международная карьера
8 августа 2011 года в товарищеском матче против сборной Сальвадора Артеага дебютировал за сборную Венесуэлы в возрасте 17 лет.
В январе 2013 года Артеага был включён в состав сборной Венесуэлы на проходящем в Аргентине молодёжном чемпионате Южной Америки. В матче группового этапа против сборной Эквадора Мануэль дебютировал на турнире.

## Достижения
Командные
 «Финикс Райзинг»
- Чемпион Чемпионшипа ЮСЛ: 2023

Личные
- Игрок месяца в Чемпионшипе ЮСЛ: июнь 2023